# Лужки (Шарковщинский район)
Лужки (бел. Лужкі) — агрогородок в Шарковщинском районе Витебской области Республики Беларусь, административный центр Лужковского сельсовета. Расположен на реке Мнюта (приток Дисны), в 32 км к востоку от Шарковщины и в 29 км к северу от ж/д станции Подсвилье.

## История

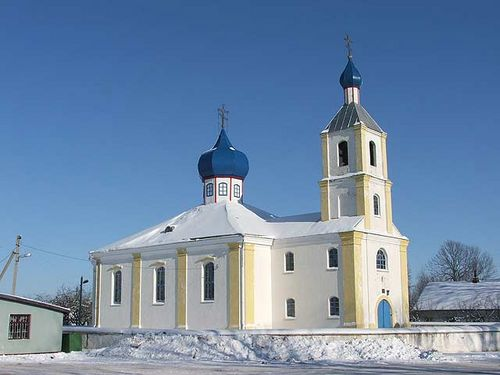
Церковь Рождества Богородицы

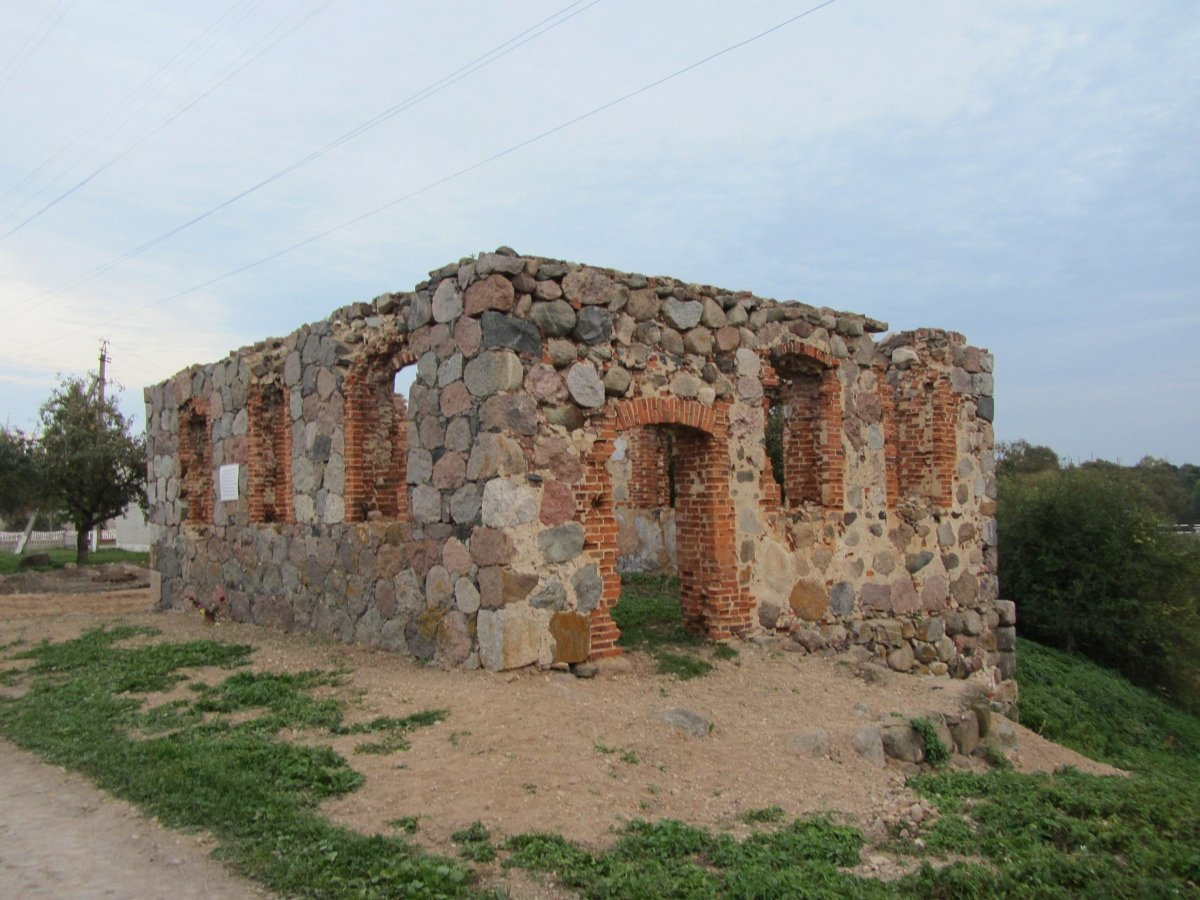
Руины синагоги

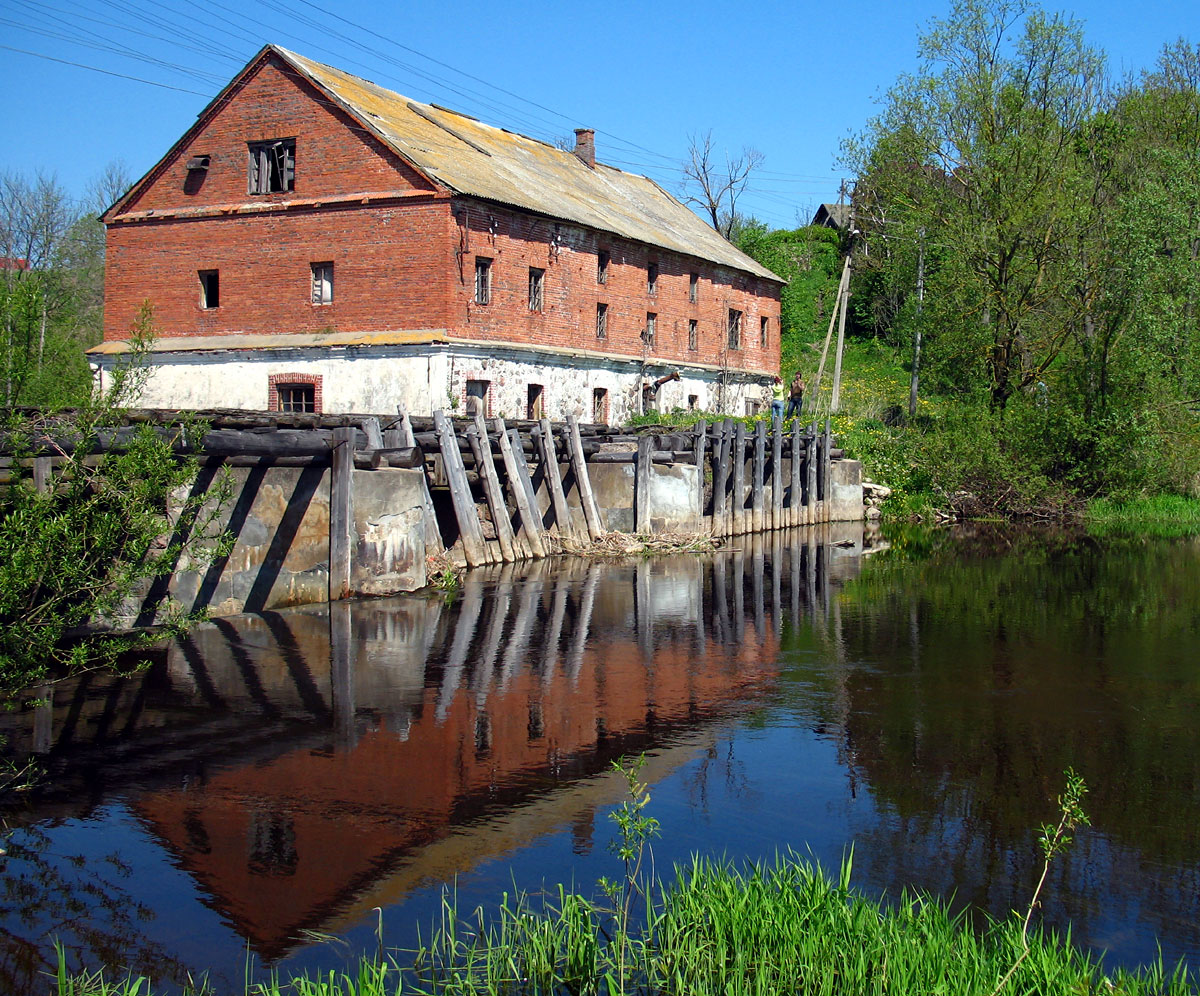
Водяная мельница

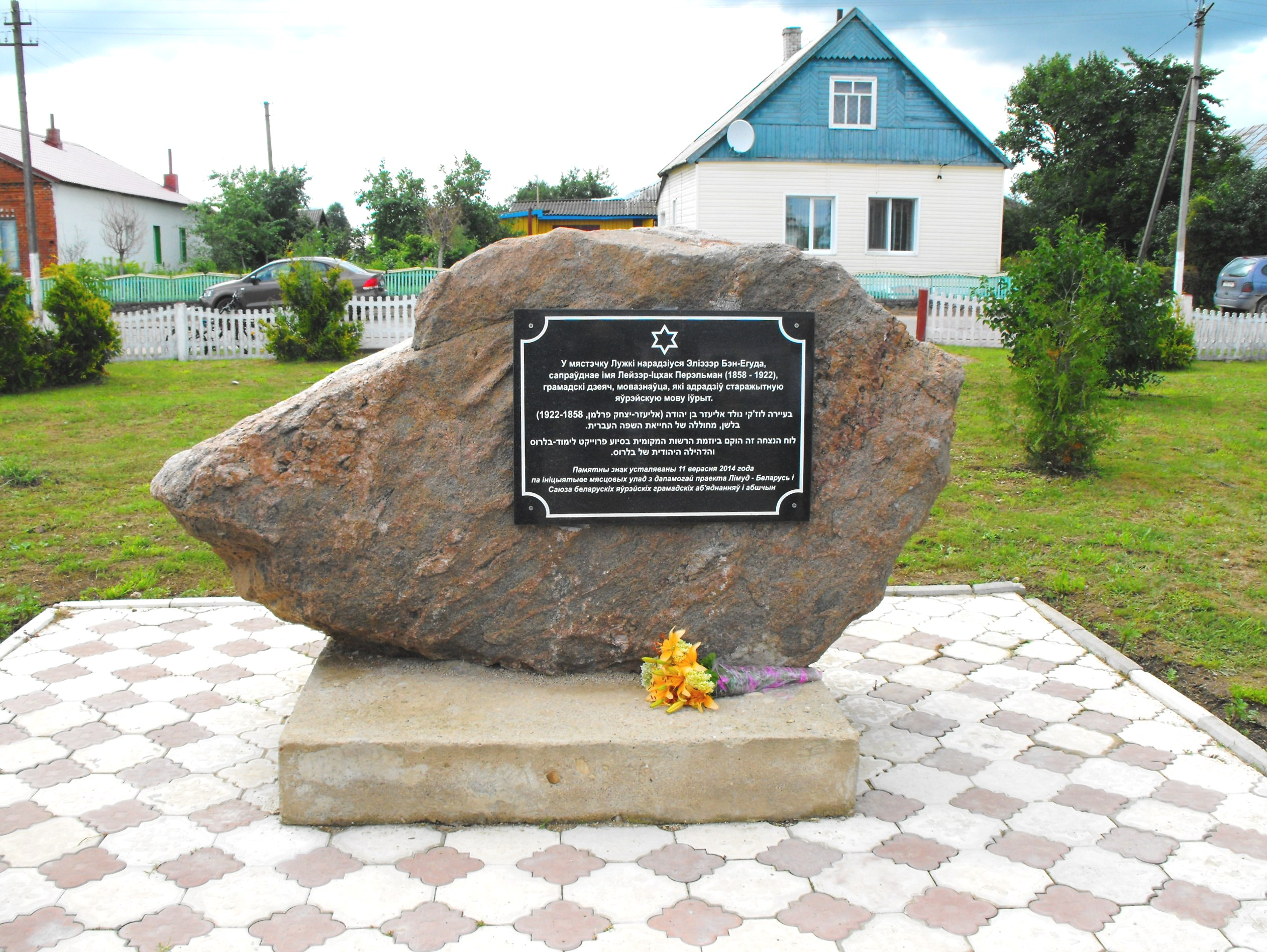
Памятник Элиэзеру Бен-Йехуде

Лужки впервые упоминаются в исторических источниках в 1514 году - в том году Иван Семенович Сапега купил Лужки у путных людей полоцкого замка. В 1519 году Лужки принадлежали роду Сапег. Впоследствии Лужки переходили из рук в руки, пока в XVIII веке не перешли к роду Жабов.
В 1741 году полоцкий каштелян Валериан Жаба пригласил в Лужки монахов из ордена пиаристов, которые открыли здесь коллегиум, а в 1756 году возвели храм Михаила Архангела. В 1745 году Лужки получили статус местечка, дважды в год здесь проводились ярмарки.
В результате второго раздела Речи Посполитой (1793) Лужки оказались в составе Российской империи, где стали волостным центром Дисненского уезда Минской губернии.
В 1794 году построена православная церковь Рождества Богородицы.
С 1842 года Лужки в составе Виленской губернии.
В 1862 году российские власти открыли в Лужках земское народное училище. По состоянию на 1886 год в городке существовали водяная мельница, конная почтовая станция, молитвенный дом, народное училище, пивоварня, 14 магазинов. В 1901 году здесь открылась церковно-приходская школа.
Согласно Рижскому мирному договору (1921 г.) Лужки оказались в составе межвоенной Польской Республики, где стали центром гмины Дисненского повета Виленского воеводства.
В 1939 году Лужки вошли в состав БССР.

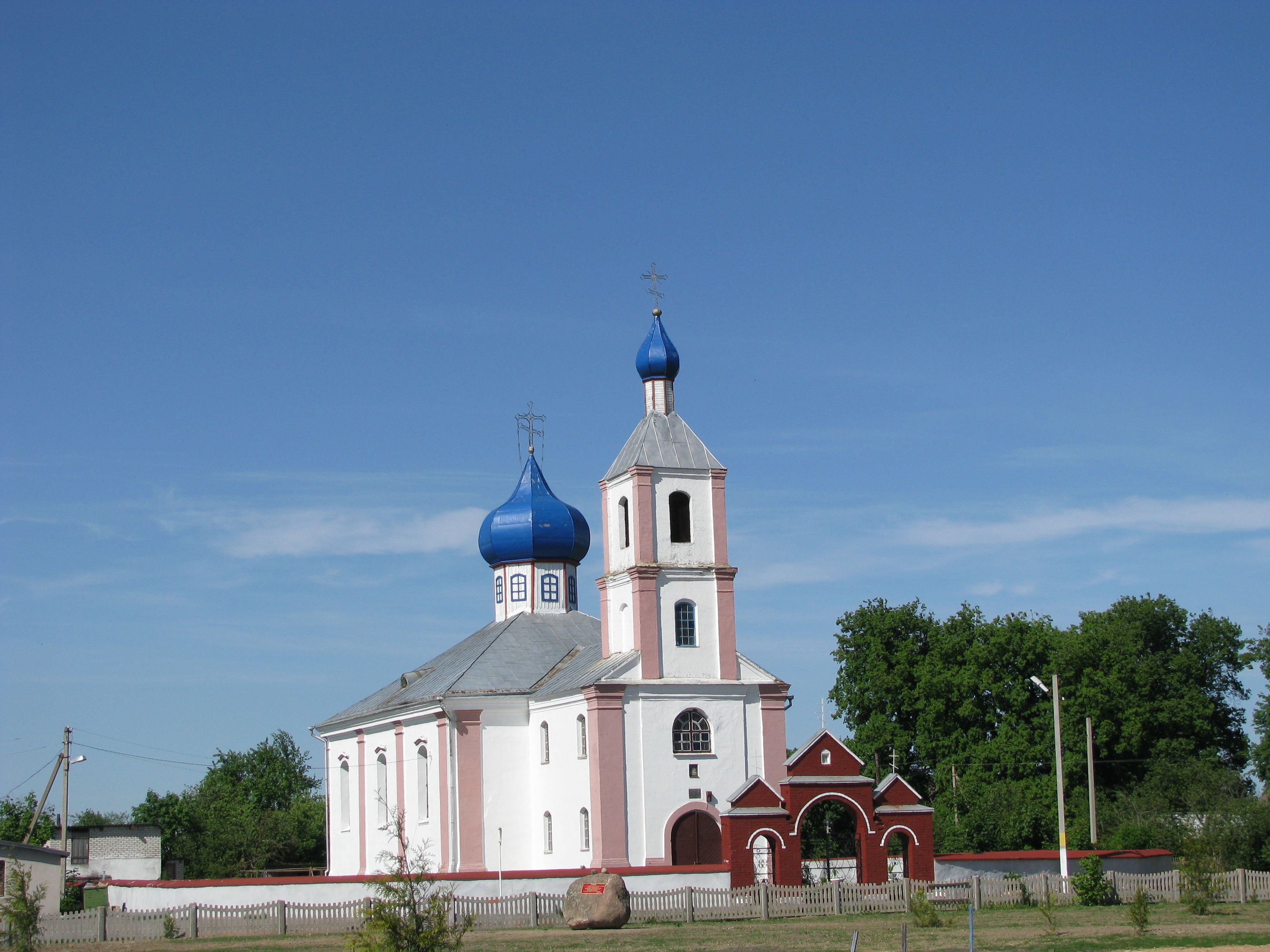
Православная церковь Рождества Богородицы

С 12 октября 1940 года — центр сельсовета.
Во время Второй мировой войны в Лужках было организовано гетто, в котором было истреблено еврейское население деревни.

## Население
- 2009 год — 765 человек[6].
- 2019 год — 586 человек.

## Инфраструктура и экономика

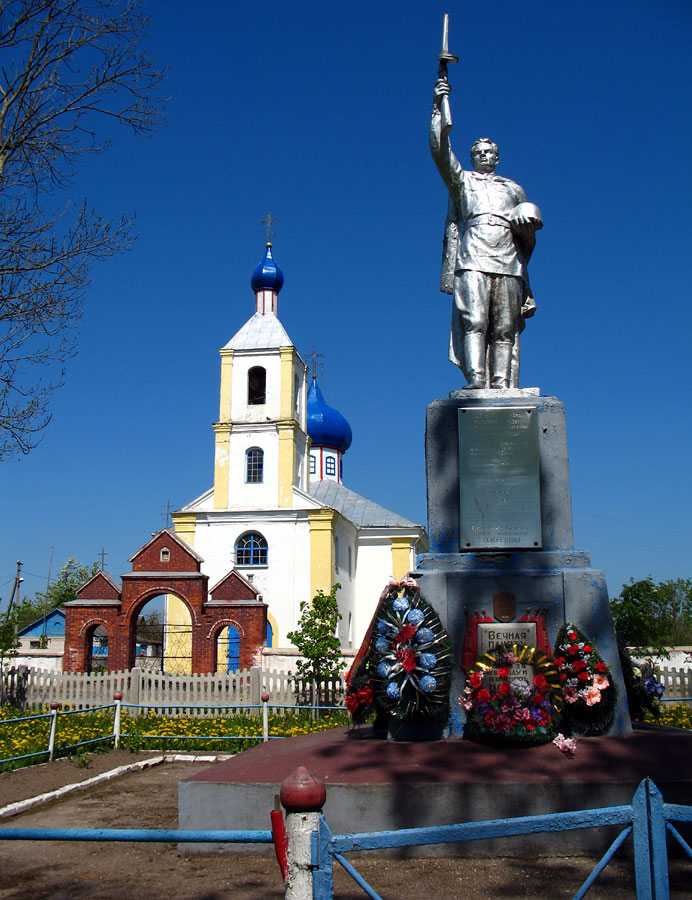

В Лужках работают средняя школа, ветеринарный пункт, больница, амбулатория, библиотека, Дом культуры, почта, продовольственный и галантерейный магазины.
Экономика представлена лесничеством и фермерскими хозяйствами.

## Культура
- Дом культуры
- Музей ГУО "Лужковская средняя школа Шарковщинского района"
- Детская художественная галерея

## Достопримечательности
- Католическая церковь Михаила Архангела (1744—1756 гг.).
- Православная церковь Рождества Богородицы и ворота (брама) (1794 г.).
- Водяная мельница (конец XIX — начало XX вв.) на правом берегу реки Мнюта, по улице Мельничной —  Историко-культурная ценность Республики Беларусь, шифр 212Г000840.
- «Руины синагогального комплекса» между домовладениями по ул. Мельничной, 1 и 3 —  Историко-культурная ценность Республики Беларусь, шифр 213Д000919. Руины синагоги (XIX в.), миквы.
- Православное, еврейское и два католических кладбища.
- Польское военное кладбище[7]

### Памятник, скульптура
- Памятник В. И. Ленину
- Братская могила советских воинов
- Памятный знак Элиэзеру Бен-Йехуде

## Известные уроженцы
- Элиэзер Бен-Йехуда — «отец современного иврита»[8].